# Thyridorhoptrum baileyi
Thyridorhoptrum baileyi är en insektsart som beskrevs av Linda M. Pitkin 1977. Thyridorhoptrum baileyi ingår i släktet Thyridorhoptrum och familjen vårtbitare. Inga underarter finns listade i Catalogue of Life.